# Albert Ballu
Pour les articles homonymes, voir Ballu.
Albert Ballu, né le 1er juin 1849 à Paris et mort le 3 novembre 1939 dans la même ville, est un architecte français.
Il réalisa des restaurations et de nouvelles constructions, notamment en Algérie et en France.

## Biographie

### Jeunesse et formation
Albert Ballu va découvrir l'architecture dès sa plus jeune enfance. À sa naissance, son père Théodore Ballu, prix de Rome (1840) et pensionnaire de la villa Médicis (1841-1845), travaille comme assistant de l'architecte en chef sur le chantier de la basilique Sainte-Clotilde. Lorsque le Jeune Albert est admis, à 19 ans en 1868, à l'école des Beaux Arts, son père Théodore, qui est architecte en chef des travaux de la Ville de Paris depuis 1860, vient tout juste de terminer le chantier de l'église de la Trinité. Le jeune étudiant, entré dans l'atelier d'Auguste-Joseph Magne (1816-1885), conforte sa formation en assistant son père sur quelques-uns de ses projets.

### L'Architecte
Après des études, il remporte plusieurs prix : celui de Bordeaux (sixième prix faculté de médecine et de pharmacie ) et de Charleroi (palais de justice).
Pendant plus de trente ans, il intervient en tant qu’architecte en chef de l'Algérie et dirige, en particulier, les fouilles de Tebessa et de Timgad. Il intervient ensuite en Charente, où il restaure de nombreux édifices (à la Rochelle, églises d'Esnandes et Chadenac), en Corse (oratoire de Saint-Michel à Murato et l'église de Corbini), et travaille également en Bretagne. Il devient architecte diocésain d'Aix-en-Provence, Alger et Ajaccio et prend sa retraite en 1921. Il meurt à la veille de la Seconde Guerre mondiale en 1939. Il est inhumé au cimetière du Père-Lachaise (74e division).

## Œuvre

### Dessins
- Restitutions[3] du forum de la ville antique de Timgad en Numidie (Thamugadi en Algérie).
- Cathédrale d'Alger (Mosquée Ketchaoua) exposition aux artistes français en 1879.
- Mosquée de Sidi abd er-Rahman (Alger).

### Restaurations de monuments historiques
- Église de Jouy-le-Moutier.
- Église de La Ferté-Alais.

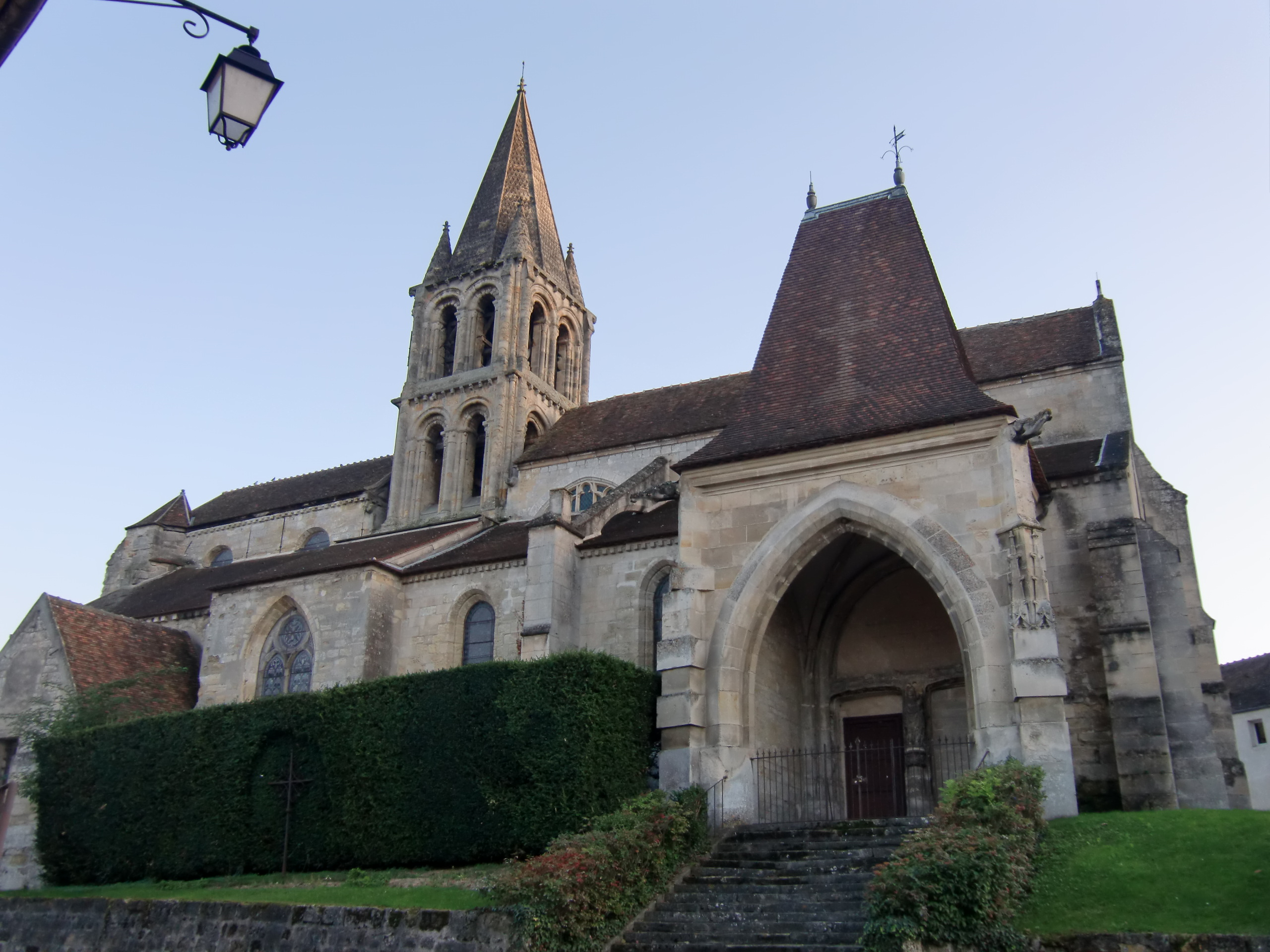
Église de Jouy-le-Moutier, restaurée par Albert Ballu.

- Oratoire Saint-Michel à Murato (Corse).
- Église de Carbini (Corse).
- Église d'Aregno (Corse).
- Cathédrale Saint-Samson de Dol-de-Bretagne.
- Tour Solidor à Saint-Servan.
- Église d'Esnandes.
- Église de Chadenac.
- Tours de La Rochelle : Tour de la Lanterne, Tour Saint-Nicolas et Tour de la Chaîne.
- Hôtel de ville de La Rochelle.

### Réalisations remarquables

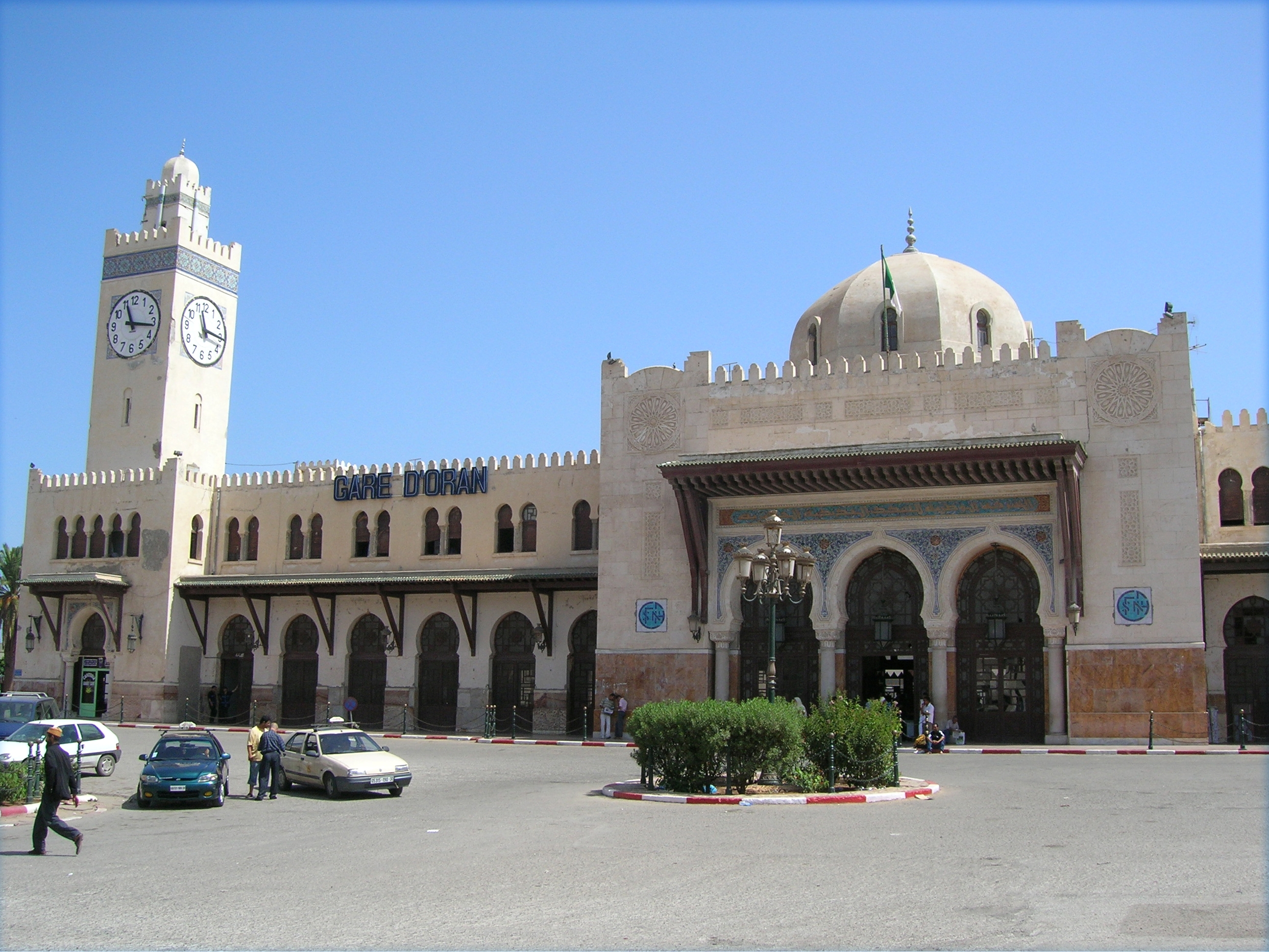
Gare d'Oran construite par Albert Ballu.

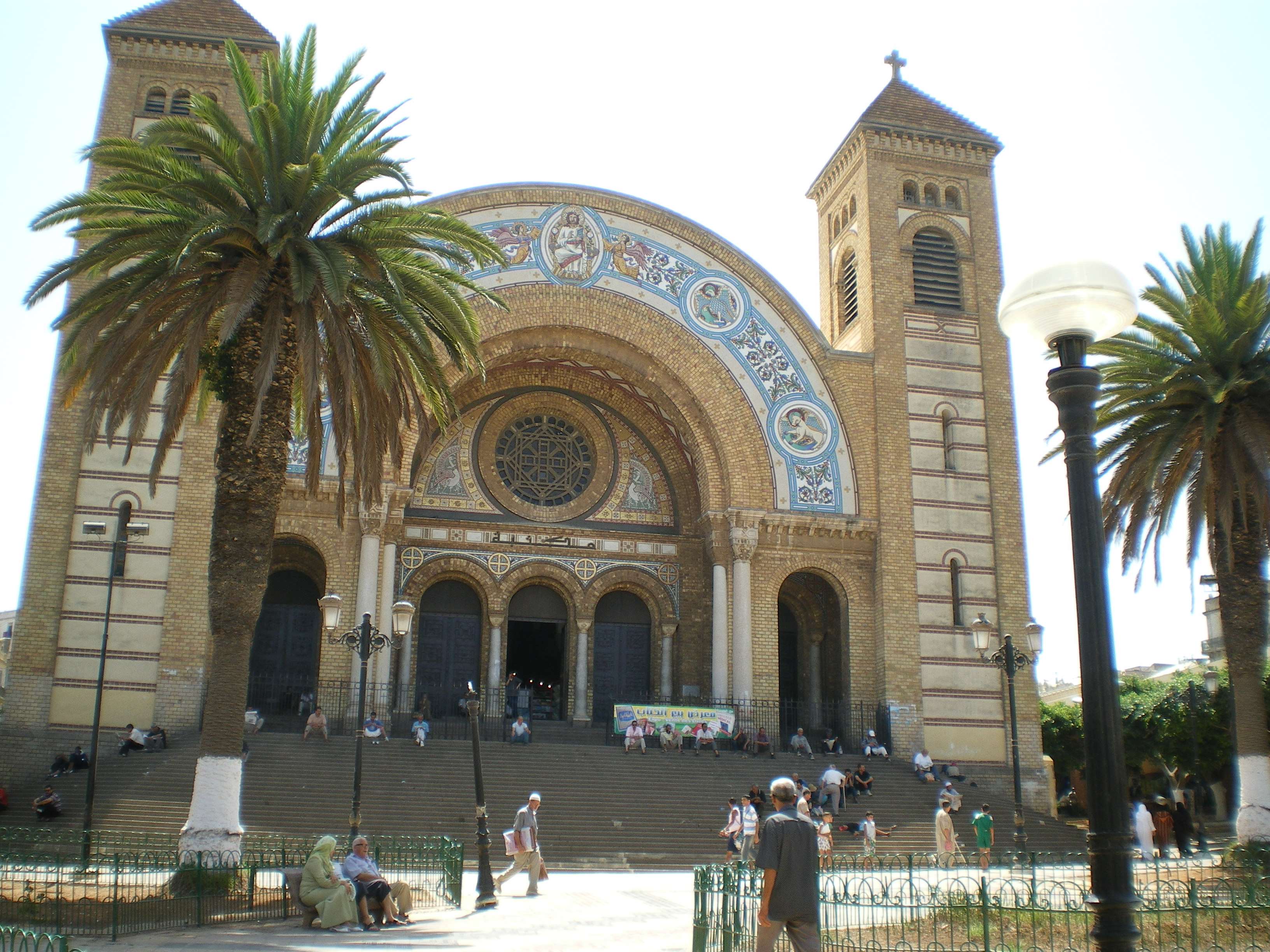
La cathédrale d'Oran (1912) d'Albert Ballu, réalisée en béton armé par l'entreprise des frères Perret.

- Pavillon de l'Argentine, exposition universelle de Paris 1889[4].
- Pavillon Paillard, aujourd'hui Pavillon Élysée, bâti sur les Champs-Élysées pour l'Exposition universelle de 1900[5].
- Palais de l'Algérie, Expositions universelles de 1889 et 1900[6].
- Pavillon de l'Algérie, exposition de Marseille, 1906[6].
- Palais de justice de Charleroi (1880), avec l'entreprise de Claude-Marie Perret[7].
- Palais de justice de Bucarest (Roumanie).
- Médersa de Constantine (1909).
- Casino de Biskra.
- Gare d'Oran.
- Cathédrale d'Oran (1906-1912), réalisée en béton armé avec l'entreprise Perret frères (Auguste Perret)[8].

### Publications
- Tour de solidor à Saint-Servan (Ille-et-Vilaine): état actuel et restitution au XIVe siècle de la tour et de ses abords, 8 p., Aux bureaux de la construction moderne, 1886.
- Le monastère byzantin de Tébessa, 38 p., Ernest Leroux, 1897.
- Les ruines de Timgad (antique Thamugadi), vol 1, 243 p., Ernest Leroux, 1897 .
- Les ruines de Timgad (antique Thamugadi), vol 2, 243 p., Ernest Leroux, 1903.
- Ruines de Djemila (antique Cuicul), par Albert Ballu, architecte en chef des monuments historiques de l'Algérie, Impr.-libr. Jules Carbonel, 73 p., 1921.

## Décorations
- Officier de la Légion d'honneur (1900)[9]

## Documentation
Une partie des archives d'Albert Ballu est conservée à l'Institut national d'histoire de l'art.